# Плодовое (Кыргызстан)
Плодовое (кирг. Плодовое) — село в Сокулукском районе Чуйской области Кыргызстана. Входит в состав Орокского айылного аймака.

## География
Село расположено в центральной части области, у юго-западной окраины Бишкека, на расстоянии приблизительно 17 километров (по прямой) к востоко-юго-востоку от села Сокулук, административного центра района.

## Население
Согласно оценочным данным Национального статистического комитета Кыргызской Республики, численность населения села на начало 2023 года составляла 162 человека.
| год     | 2009 | 2014 | 2015 | 2020 | 2021 | 2023 |
| ------- | ---- | ---- | ---- | ---- | ---- | ---- |
| человек | 133  | 140  | 143  | 150  | 161  | 162  |